# Jabar Sharza
Jabar Sharza (pachto : جبار شهرزه) est un footballeur international afghan né le 6 avril 1994. Il évolue au poste de milieu offensif ou d'attaquant à l'Ariana FC.

## Biographie

### En club
Il commence le football au Lyngby BK avant de poursuivre sa formation au Gentofte VI. Il y commence sa carrière senior en 2013 en 2.Division.
En février 2015, il s'engage avec le Brønshøj BK en 1.Division. Il fait sa première apparition face au FC Roskilde le 11 avril 2015 (défaite 2-0). Le club termine en position de lanterne rouge.
À l'été 2016, il rejoint l'AB Copenhague en 1.Division. Il joue son premier match le 27 juillet 2016 contre le FC Helsingør (défaite 1-0). Il inscrit son premier but le 31 juillet 2016 face au Næstved BK (match nul 3-3). Le club finit à la dernière place du championnat.
En juin 2017, il rejoint le Fremad Amager. Il fait ses débuts le 9 août 2017 en DBU Pokalen, lors d'une victoire 5-0 face au BK Avarta. Il inscrit son premier but avec le club le 23 août 2017 lors d'une victoire 1-0 contre le Nykøbing FC. Il quitte le club au mercato hivernal 2019 et se retrouve libre de tout contrat.
En juin 2019, il s'engage avec le Helsinki IFK en Veikkausliiga. Il fait ses débuts le 28 juillet 2019 lors d'une victoire 3-1 contre l'IFK Mariehamn. Il inscrit son premier but lors du match suivant face au Kuopion Palloseura (match nul 1-1). Il quitte le club en janvier 2021.
Après neuf mois sans club, il s'engage avec Persela Lamongan en Liga 1 début octobre 2021. Il fait sa première apparition le 6 octobre 2021 face à Arema FC (défaite 3-0). Il inscrit son premier but lors du match suivant contre Madura United (2-2).
Alors que Persela ne compte plus sur lui pour la deuxième partie de saison, il est prêté à Persiraja, alors lanterne rouge du championnat, en janvier 2022. Il dispute son premier match le 12 janvier 2022 contre PSIS Semarang (défaite 1-0). Il inscrit son premier but le 27 février face au PS Barito Putera (1-1).

### En équipe nationale
Il reçoit sa première sélection en équipe d'Afghanistan le 23 mars 2017, en amical contre Singapour (victoire 2-1). Le 27 mars 2018, il inscrit un doublé offrant à son équipe la victoire 2-1 contre le Cambodge lors des éliminatoires de la Coupe d'Asie 2019.
Il participe ensuite aux éliminatoires du Mondial 2022.

## Statistiques

### Buts internationaux
| Buts internationaux de Jabar Sharza | Buts internationaux de Jabar Sharza | Buts internationaux de Jabar Sharza | Buts internationaux de Jabar Sharza | Buts internationaux de Jabar Sharza | Buts internationaux de Jabar Sharza | Buts internationaux de Jabar Sharza                           |
| N°                                  | Date                                | Lieu                                | Adversaire                          | Score                               | Résultat                            | Compétition                                                   |
| ----------------------------------- | ----------------------------------- | ----------------------------------- | ----------------------------------- | ----------------------------------- | ----------------------------------- | ------------------------------------------------------------- |
| 1.                                  | 27 mars 2018                        | Stade Pamir, Douchanbé, Tadjikistan | Cambodge                            | 1–0                                 | 2-1                                 | Éliminatoires de la Coupe d'Asie des nations de football 2019 |
| 2.                                  | 27 mars 2018                        | Stade Pamir, Douchanbé, Tadjikistan | Cambodge                            | 2–0                                 | 2-1                                 | Éliminatoires de la Coupe d'Asie des nations de football 2019 |

### Sélections
| Liste des sélections de Jabar Sharza | Liste des sélections de Jabar Sharza | Liste des sélections de Jabar Sharza                     | Liste des sélections de Jabar Sharza | Liste des sélections de Jabar Sharza | Liste des sélections de Jabar Sharza                      | Liste des sélections de Jabar Sharza | Liste des sélections de Jabar Sharza                             |
| N°                                   | Date                                 | Lieu                                                     | Adversaire                           | Résultat                             | Compétition                                               | But                                  | Notes                                                            |
| ------------------------------------ | ------------------------------------ | -------------------------------------------------------- | ------------------------------------ | ------------------------------------ | --------------------------------------------------------- | ------------------------------------ | ---------------------------------------------------------------- |
| 1.                                   | 23 mars 2017                         | Stade Saoud bin Abdulrahman, Al Wakrah, Qatar            | Singapour                            | 2-1                                  | Match amical                                              |                                      | Entre en jeu à la place de Khaibar Amani à la 58e minute de jeu. |
| 2.                                   | 27 mars 2018                         | Stade Pamir, Douchanbé, Tadjikistan                      | Cambodge                             | 2-1                                  | Troisième tour des éliminatoires de la Coupe d'Asie 2019  | 2                                    | Titulaire, remplacé par Khaibar Amani à la 76e minute de jeu.    |
| 3.                                   | 25 décembre 2018                     | Miracle Resort Hotel Training Centre, Muratpaşa, Turquie | Turkménistan                         | 2-0                                  | Match amical                                              |                                      | Titulaire.                                                       |
| 4.                                   | 20 mars 2019                         | Stade national Bukit Jalil, Kuala Lumpur, Malaisie       | Oman                                 | 5-0                                  | Match amical                                              |                                      | Entre en jeu à la place d'Omid Popalzay à la 16e minute de jeu.  |
| 5.                                   | 23 mars 2019                         | Stade national Bukit Jalil, Kuala Lumpur, Malaisie       | Malaisie                             | 2-1                                  | Match amical                                              |                                      | Titulaire.                                                       |
| 6.                                   | 7 juin 2019                          | Stade Pamir, Douchanbé, Tadjikistan                      | Tadjikistan                          | 1-1                                  | Match amical                                              |                                      | Entre en jeu à la place de Fareed Sadat à la 46e minute de jeu.  |
| 7.                                   | 5 septembre 2019                     | Stade Jassim-bin-Hamad, Doha, Qatar                      | Qatar                                | 6-0                                  | Deuxième tour des éliminatoires de la Coupe du monde 2022 |                                      | Titulaire.                                                       |
| 8.                                   | 14 novembre 2019                     | Stade Pamir, Douchanbé, Tadjikistan                      | Bangladesh                           | 1-0                                  | Deuxième tour des éliminatoires de la Coupe du monde 2022 |                                      | Titulaire, remplacé par Norlla Amiri à la 90e minute de jeu.     |